# 拟板希蛛
拟板希蛛（学名：Achaearanea subtabulata）为球蛛科希蛛属的动物。在中国大陆，分布于河北、吉林、山东、山西、陕西等地，主要栖息于棉枝杈间以及草丛中。该物种的模式产地在河北望都、吉林长春。